# ニュー商工
ニュー商工（ニューしょうこう）は、かつて長野市にあった映画館。旧名称は菊田劇場（きくたげきじょう）、長野商工会館（ながのしょうこうかいかん）、長野東映商工会館（ながのとうえいしょうこうかいかん）等。

## 歴史
- 1927年 「菊田劇場」開館
- 1950年 「長野商工会館」と改称
- 1983年 改築、「ニュー商工」と改称
- 2012年1月31日 閉館

## 概要
1927年（昭和2年）、現在の西鶴賀町に菊田劇場として開館、当初は観客定員数1,500人を有する芝居小屋であった。それ以前の長野市は、長野活動館、長野演芸館（1948年閉館）、吉田活動館、相生座（現在の長野松竹相生座）の4館しかなかったが、1932年（昭和7年）の時点では、長野市内の映画館は、同館のほか、活動館、演藝館、長野劇場、相生座の4館が存在した。
第二次世界大戦終了後、1946年（昭和21年）に菊田劇場は付近の権堂町に移転、その後改称して、長野東宝中劇の前身「長野市営中央映画劇場」となる。
いっぽう、同地では、1950年（昭和25年）、長野商工会館と改称、東映の設立後に長野東映商工会館となる。舞台挨拶に高倉健が登壇したこともあったという。1953年（昭和28年）の時点では、長野市内の映画館は当館のほか、長野活動館、演芸館、相生座、千石映画劇場（現在の長野千石劇場シアター1・2）、千石小劇場（現在の長野千石劇場シアター3）、中央映画劇場（のちの長野東宝中劇、2007年閉館）、吉田映画劇場（後の長野グランドシネマズ）の計8館しかなかった。
1958年（昭和33年）、付近の権堂町に東映が直営館・長野東映劇場を開館、「長野商工会館」に戻る。全国の映画館数がピークに達した1960年（昭和35年）の時点では、長野市内の映画館は当館を含む16館となったが、16年後の1976年（昭和51年）には半数の8館に減少した。
1983年（昭和58年）、改築して、1,500人収容の規模を72席に縮小し、ニュー商工と改称する。基本的には成人映画の上映館であったが、時代劇映画や洋画のオールナイト興行などを試みたこともあった。
2011年12月にボイラーが故障、翌2012年（平成24年）1月、同月末での閉館を決めた。同年1月31日、予定通り閉館した。同館最後の映写技師は、長野演芸館の出身で、同館に22年間勤務した青木一男（当時満81歳）。同年3月には取り壊され、跡地は駐車場となった。同館の閉館を受けて、長野県内の映画館は14館、長野市内では、長野グランドシネマズ、長野松竹相生座（および長野ロキシー1・2）、シネマポイント、長野千石劇場の4サイトとなった。また、ニュー商工の閉館により、2019年8月現在、長野県内の成人映画館は塩尻市の東座2のみとなった。

## 長野商工会館
株式会社長野商工会館（ながのしょうこうかいかん）は、日本の映画興行の企業である。所在地は、映画館「ニュー商工」と同一の長野県長野市大字鶴賀字西鶴賀町1469、代表は塩瀬利雄である。同館の取り壊し後の所在地は不明。